# Huaxi (Jiangsu)
Huaxi (chinesisch 華西新市村 / 华西新市村, Pinyin Huáxī xīnshì cūn) ist ein Dorf in der Volksrepublik China, welches östlich des Stadtzentrums von Jiangyin in der Provinz Jiangsu liegt. Es gilt als ein landesweit bekanntes Musterdorf, welches als das reichste Dorf Chinas bezeichnet wird. Der Ort hat knapp 2000 einheimische Einwohner, wozu knapp 20.000 Gastarbeiter aus allen Teilen Chinas kommen, welchen allerdings nicht dieselben Privilegien zustehen, von denen Einheimische profitieren, und die an den Rändern des Dorfgebiets leben müssen.

## Geschichte
Das Dorf Huaxi wurde 1961 gegründet und von Wu Renbao, dem ehemalige Sekretär des Parteikomitees der KP Chinas des Dorfes Huaxi, geführt und aufgebaut. Seinen Wohlstand verdankt Huaxi seiner erfolgreichen Industrialisierung und unternehmensartigen Struktur. Dabei halfen die politischen Kontakte von Wu Renbao und die wirtschaftliche Liberalisierung in China. Das dorfeigene Industrieunternehmen ist als Mischkonzern in den verschiedenen Sektoren tätig, darunter Landwirtschaft, Immobilien, Textilwirtschaft und Stahlindustrie. Das Dorf verfügt außerdem über eine eigene Fluglinie. In den Betrieben von Huaxi werden die meisten schweren Arbeiten von Wanderarbeitern erledigt, welche bei guter Arbeitsleistung die Chance haben, einmal selbst Bewohner des Ortes zu werden. Die Gewinne der örtlichen Betriebe gehen zu 20 Prozent an die Dorfbewohner und zu 80 Prozent an den chinesischen Staat. Bewohner des Dorfes leben in standardisierten Villen und beziehen eine Einheitsvergütung in Höhe von 100.000 Euro pro Jahr. Dazu kommen Vergünstigungen wie Dienstwagen, kostenlose Bildung, Krankenversicherung und ein eigenes Rentensystem. Da sich alle Vermögenswerte im Kollektiveigentum befinden, verlieren Personen, welche das Dorf verlassen, ihr gesamtes Vermögen.
Aufgrund seines Wohlstandes ist das Dorf in ganz China bekannt und lockt bis zu zwei Millionen Touristen im Jahr an. Als Attraktion wurden auf dem Dorfgebiet Nachbildungen von Sehenswürdigkeiten wie der Verbotenen Stadt, des Sydney Opera House oder des Arc de Triomphe de l’Étoile errichtet. Ein Wolkenkratzer im Dorf, das 328 Meter hohe Longxi International Hotel, wurde anlässlich des 50-jährigen Bestehens des Dorfes 2011 eröffnet. Es ist das weltweit höchste Gebäude, außerhalb eines städtischen Zentrums und kann von den Dorfbewohnern kostenlos genutzt werden.
Im Februar 2021 wurden über finanzielle Schwierigkeiten des Dorfes und der Huaxi-Gruppe berichtet. So soll das Dorf 6 Milliarden US-Dollar Schulden haben. Die finanziellen Probleme haben laut Berichten auch zu einem Bankansturm der Bewohner geführt, welche um ihre Ersparnisse fürchteten.

## Kritik
Kritiker haben der Familie Wu eine vetternwirtschaftliche Führung vorgeworfen und darauf hingewiesen, dass viele wichtige Positionen von Mitgliedern der Familie Wu besetzt sind. In einer 2004 durchgeführten Studie wurde festgestellt, dass über 90 % des gesamten Vermögens des Dorfes allein von den vier Söhnen von Wu Renbao kontrolliert werden. Es wurde auch weithin berichtet, dass die Bewohner dieses Dorfes nicht wegziehen können, da sie sonst Gefahr laufen, ihr gesamtes Vermögen zu verlieren. Darüber hinaus werden Wanderarbeiter nicht als Bewohner des Dorfes angesehen und haben daher keinen Zugang zu irgendwelchen Vergünstigungen. Wanderarbeiter müssen für den dorfeigenen Betrieb in Fällen bis zu 365 Tage im Jahr arbeiten.